# Метростанция „Младост 3“
Метростанция „Младост 3“ е станция от линия М4 на Софийското метро, въведена в експлоатация на 25 април 2012 г.

## Местоположение
Метростанция „Младост 3“ е разположена напречно на ул. „Ген. Радко Димитриев“, южно от ул. „Кръстьо Раковски“ и на около 500 m югоизточно от кръстовището на бул. „Александър Малинов“ и бул. „Андрей Ляпчев“ – на границата между комплексите "Младост 1А” и „Младост 3“. Подходите към станцията са два – водещи към съответните входни вестибюли, разположени прилежащо на два подземни пешеходни подлеза, които са снабдени с ескалатори.
| № | Име на вход/изход  | Достъпност          |
| - | ------------------ | ------------------- |
| 1 | ж.к. Младост 3     | ескалатор, асансьор |
| 2 | ж.к. Младост 1А    | ескалатор, асансьор |
| 3 | бул. Андрей Ляпчев | ескалатор           |
| 4 | ул. Жечо Гюмюшев   | ескалатор           |

## Архитектурно оформление
Архитектурен проект: колектив на фирма „Арсис“ с ръководител арх. Красен Андреев. Подовете и стените на пешеходните подлези и вестибюлите са изпълнени с плочи от гранитогрес, а таваните с „Hunter Douglas“ с вградени осветителни тела. Станцията е с два странични перона с дължина за ползване на пътниците 105 m и ширина на всеки един – 5 m. Двете срещуположни стени са оформени в обща хармонична композиция с настилките и окачените тавани.